# Fanny y Alexander
Fanny y Alexander (en sueco Fanny och Alexander) es una película coproducción sueco-franco-alemana de 1982, de género melodramático, escrita y dirigida por Ingmar Bergman. Tras un rodaje de siete meses, se trata de la última cinta realizada para cine por Bergman.

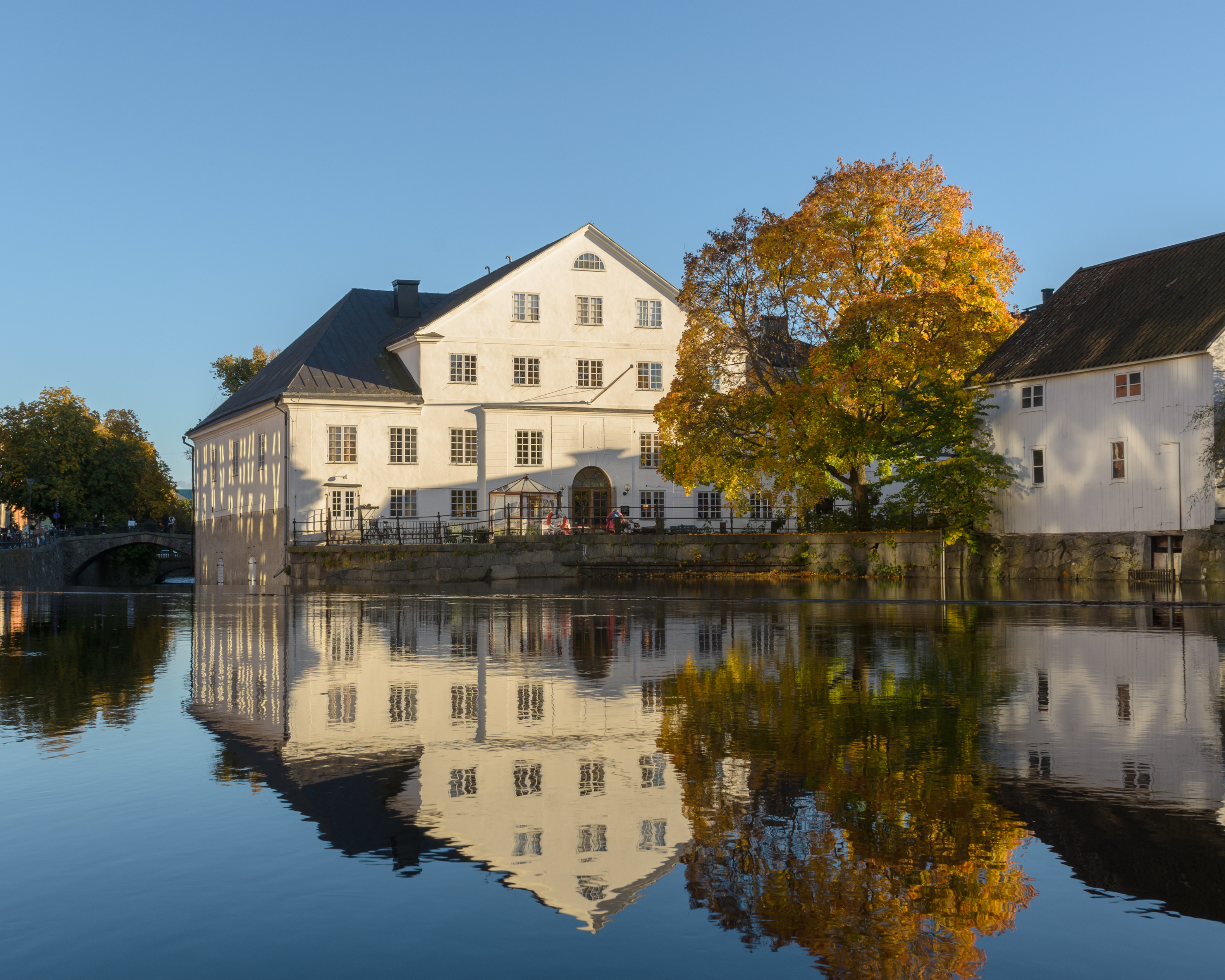
La antigua Universidad de Uppsala, actual museo, fue utilizada como localización de la casa del Obispo en la película.

El film fue concebido originalmente como película para televisión en 4 partes editada con una duración de 312 minutos. Posteriormente se editó una versión de 188 minutos para su proyección cinematográfica que se estrenó antes que su versión para televisión. Desde entonces la versión para televisión ha sido proyectada como película de una sola parte. Ambas versiones se han estrenado en salas de cine de todo el mundo.

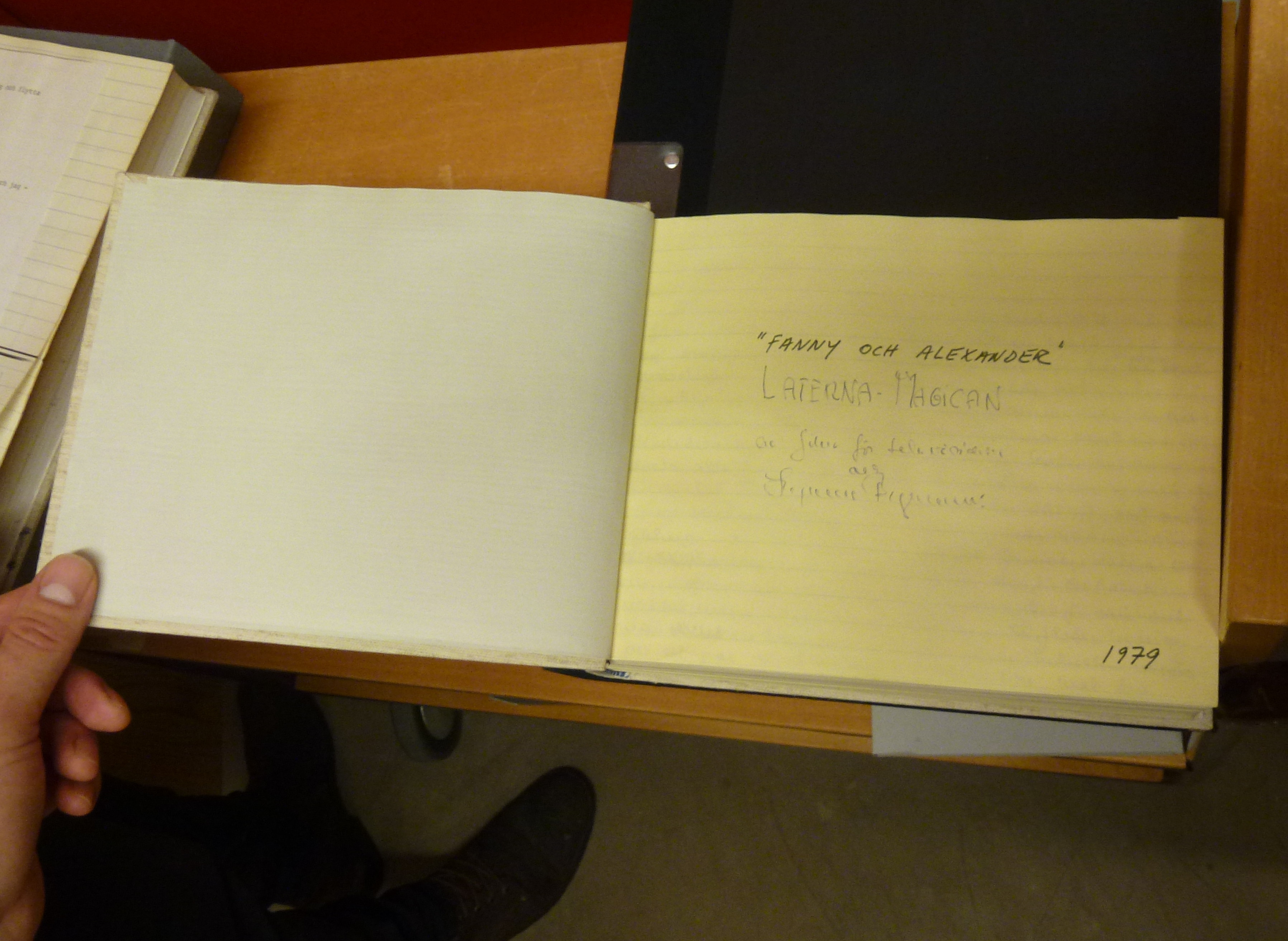
Manuscrito de Fanny y Alexander en el Archivo Bergman

Obtuvo cuatro premios Oscar 1984 en las categorías de Mejor película extranjera, Mejor fotografía, Mejor diseño de vestuario y Mejor dirección de arte. Ingmar Bergman también fue candidato a la recepción de los premios al mejor director y al mejor autor de guion original. Se trata de la película extranjera más laureada en la historia de los premios Oscar junto a El Tigre y El Dragón y Parásitos.

## Argumento
La historia se desarrolla entre 1907 y 1909 con un epílogo en 1910. Se celebra la Navidad de 1907 en la mansión de la acaudalada familia Ekdahl. La acción transcurre en Upsala, epicentro eclesiástico de Suecia desde 1164, sede del Arzobispo de la iglesia de Suecia, de la catedral más grande de Escandinavia, y de la Universidad de Upsala, el centro de educación superior más antiguo de Escandinavia. 
La cabeza de la familia es la viuda Helena Ekdahl quien ha sido actriz en el teatro propiedad de la familia cuyo director es su hijo Oscar. Sus otros hijos son el lujurioso Gustav Adolf, propietario de un restaurante, y Carl, un catedrático agobiado por las deudas. Carl ultraja e insulta a su esposa alemana, mujer de  autoestima muy baja que no le pudo dar hijos, soporta sus vejaciones, nunca ha aprendido bien el sueco y quien lo llama Karlchen (“Carlitos”, en alemán). Fanny y Alexander son los hijos de Oscar con la bella y joven actriz Emelie / Emilie, a quien su esposo no satisface sexualmente, y quien se encuentra prendada del obispo luterano de la ciudad, el viudo y apuesto Edvard Vergérus. Oscar, quien ya se encuentra enfermo, sufre un desmayo mientras ensaya el papel de fantasma del padre de Hamlet y poco después muere rodeado de su familia. Oficia el entierro el obispo, quien consuela a la viuda Emelie. 
Pronto Emelie / Emilie acepta la propuesta de matrimonio de Vergérus y se va a vivir con los niños a la austera casa del obispo quien la convence de no llevar sus antiguas pertenencias para cortar definitivamente con su pasado. Ya juntos, el obispo cambia completamente su actitud protectora hacia Emelie y se revela como un hombre posesivo, inflexible y cruel, secundado por su madre, su hermana y una criada. Odia particularmente a Alexander, quien se rebela contra él, al igual que Emelie. El obispo reprende severamente a Alexander cuando una criada le informa que el niño había comentado que se le habían aparecido los fantasmas de las hijas y la primera esposa del obispo para revelarle que habían perecido ahogadas al intentar escapar del encierro al que las tenía sometidas sin agua ni alimentos, el cual ya se había prolongado por cinco días, y que la madre había perdido su vida en el afán de salvar a las hijas. Después de hacerlo confesar, Vergérus azota hasta hacer sangrar a Alexander, y lo manda a dormir encerrado y aislado en el ático, donde se le aparecen de nuevo las hijas del obispo, quienes lo atormentan diciéndole que ha mentido, que su padre no las había encerrado, que su muerte y la de su madre había sido accidental, y que deje al obispo tranquilo, tras lo cual la menor le vomita en la cara. Más tarde Emelie encuentra al niño golpeado y lo libera del castigo.
Ante la rebeldía de Emelie, quien se encuentra embarazada, Edvard le prohíbe cualquier contacto con el mundo exterior. Cuando la familia Ekdahl es consciente del sufrimiento de Emelie y de sus hijos piden ayuda al marchante de arte y prestamista judío y amigo de la familia Isak Jacobi (quien ha sido amante de Helena por muchos años). Este, mediante un engaño y un truco de magia, rescata a los niños escondiéndolos en un baúl dirigido a su tienda. Gustav y Carl tratan de intimidar y sobornar a Vergérus para que le conceda el divorcio a Emelie y deje en paz a los niños, pero el obispo no se deja manipular, se niega rotundamente y finalmente les presenta a una cambiada Emelie que ruega a sus cuñados que le devuelvan sus hijos. 
En la tienda de arte de Jacobi Alexander conoce al extraño y misterioso sobrino del mercader judío, Ismael Retzinsky, a quien mantienen encerrado. Ismael tiene una visión con los deseos de Alexander de que Edvard muera y en la casa episcopal se desatan los acontecimientos: Elsa Bergius, la tía enferma del obispo, provoca de manera aparentemente accidental -o tal vez llevada por el poder mental de Ismael, quien simultáneamente capta y le transmite los deseos de Alexander- un incendio en su habitación al hacer caer una lámpara encendida y, envuelta en llamas, corre a la cama de Edvard, se aferra a él, haciendo que el obispo se abrase también sin poder evitarlo, pues se encontraba adormecido por un caldo con bromuro que Emelie le había dado para escaparse. La policía exime a Emelie de toda culpa concluyendo que la horrible muerte de Vergérus fue fruto de una desafortunada coincidencia.
Emelie regresa a la casa Ekdahl y, con ella, la alegría a la mansión. En el epílogo se celebra una gran fiesta por el bautizo de dos bebés: la hija que Emelie ha tenido con el obispo y Helena Victoria, hija ilegítima de Gustav Adolf y Maj la joven niñera coja. Gustav no tiene la menor intención de dejar a su esposa Alma, a quien nada le importa la infidelidad de su esposo y, en cambio, acoge alegremente a Helena Victoria, al igual que el resto del clan Ekdahl. Por tal motivo, Maj decide dejar la vida de amante de Gustav y establecerse con Petra en Estocolmo, donde piensan abrir una sombrerería. Después de la celebración, Alexander, quien constantemente veía y conversaba con el fantasma de su padre, es derribado por el fantasma del obispo mientras camina de noche por la mansión comiendo galletas. Vergérus le advierte que no podrá escapar de él. Finalmente Emelie despierta de nuevo la afición por al teatro de Helena Ekdahl con un ejemplar recién publicado de Un Sueño, de August Strindberg, «ese viejo misógino» a decir de Helena, lo que no le impidió sentarse a leer la obra.

## Reparto
Mansión Ekdahl
- Gunn Wållgren – Helena Ekdahl
- Allan Edwall – Oscar Ekdahl
- Ewa Fröling – Emelie / Emilie Ekdahl (esposa de Oscar y luego del obispo Edvard Vergérus)
- Bertil Guve – Alexander
- Pernilla Allwin – Fanny
- Börje Ahlstedt – Carl Ekdahl
- Christina Schollin – Lydia Ekdahl (esposa de Carl)
- Jarl Kulle – Gustav Adolf Ekdahl
- Mona Malm – Alma Ekdahl (esposa de Gustav)
- Angelica Wallgren – Eva Ekdahl (hija de Gustav y Alma)
- Maria Granlund – Petra Ekdahl (hija de Gustav y Alma)
- Kristian Almgren – Putte
- Emelie Werkö – Jenny
- Sonya Hedenbratt – tía Emma
- Käbi Laretei – tía Anna von Bohlen
- Majlis Granlund – señorita Vega
- Svea Holst – señorita Ester
- Kristina Adolphson – Siri
- Siv Ericks – Alida
- Inga Ålenius – Lisen
- Eva von Hanno – Berta
- Pernilla August – Maj (niñera de Emelie)
- Lena Olin – Rosa
- Patricia Gélin – estatua
- Gösta Prüzelius – doctor Fürstenberg
- Hans Strååt – sacerdote
- Carl Billquist – Jespersson, policía
- Axel Düberg – testigo
- Olle Hilding – testigo

Casa del obispo
- Jan Malmsjö – Obispo Edvard Vergérus
- Kerstin Tidelius – Henrietta Vergérus (hermana de Edvard)
- Hans Henrik Lerfeldt – Elsa Bergius (tía de Edvard)
- Marianne Aminoff – Blenda Vergerus (madre de Edvard)
- Harriet Andersson – Justina
- Mona Andersson – Karna (criada)
- Marianne Nielsen – Selma (criada)
- Marrit Ohlsson – Tander (cocinera)
- Linda Krüger – Pauline
- Pernilla Wahlgren – Esmeralda
- Peter Stormare – muchacho
- Krister Hell – muchacho

Casa Jacobi
- Erland Josephson – Isak Jacobi
- Stina Ekblad – Ismael Retzinsky
- Mats Bergman – Aron Retzinsky
- Viola Aberlé – Mujer japonesa
- Gerd Andersson – Mujer japonesa
- Ann-Louise Bergström – Mujer japonesa
- Marie-Hélène Breillat – Mujer japonesa

Teatro
- Gunnar Björnstrand – Filip Landahl
- Heinz Hopf – Tomas Graal
- Sune Mangs – Sr. Salenius
- Nils Brandt – Sr. Morsing
- Per Mattsson – Mikael Bergman
- Anna Bergman – Hanna Schwartz
- Lickå Sjöman – Grete Holm
- Georg Årlin
- Gus Dahlström
- Ernst Günther – Rector Magnificus
- Hugo Hasslo – el cantante

## Premios
- El film fue estrenado en los Estados Unidos en 1983 y ganó cuatro premios de la Academia en la edición de 1984:[9]
  - Mejor película extranjera (Director Ingmar Bergman).
  - Mejor fotografía (Sven Nykvist).
  - Mejor diseño de vestuario (Marik Vos-Lundh).
  - Mejor dirección de arte (Anna Asp, Susanne Lingheim).

- Bergman fue candidato a la recepción de los premios al mejor director y al mejor autor de guion original. La película recibió también el Globo de Oro 1984 a Mejor Película Extranjera.

Premios del Círculo de Críticos de Cine de Nueva York
| Categoría                          | Candidato         | Resultado |
| ---------------------------------- | ----------------- | --------- |
| Mejor película de habla extranjera | Fanny y Alexander | Ganadora  |
| Mejor director                     | Ingmar Bergman    | Ganador   |

## Recepción
La película obtiene valoraciones positivas en los portales de información cinematográfica. En Metacritic obtiene una puntuación de 100 sobre 100, lo que indica "aclamación universal".
La Revista Fotogramas califica la película con 5 sobre 5 y sus lectores con 4 sobre 5.

"Extraordinaria recapitulación de la obra bergmaniana, donde se recogen todos los registros expresivos de este creador con admirable coherencia. Sabe pasar de lo ligero a lo profundo, de lo atormentado a lo metafísico, sin perder nunca un hilo conductor que se apoya en una excepcional calidez humana. Consigue resumir a la perfección tanto el horror como la delicia de la existencia."
Crítica de Fotogramas 

Con 15.932 votos los usuarios de FilmAffinity le otorgan una puntuación de 7,9 sobre 10.

"Este inquietante cuento familiar filmado por Bergman fue el testamento del gran cineasta sueco en el cine, aunque después siguió realizado trabajos para televisión y dirigiendo obras teatrales. (...) La película tiene una atmosfera extraña, de ritmo muy personal y ambiente onírico, y tampoco renuncia a los elementos de carácter fantástico."
Crítica de Amor Perro en FilmAffinity 

En IMDb, con 49,417 valoraciones, la cinta obtiene una puntuación de 8,1 sobre 10.

"El director sueco Ingmar Bergman tiene reputación de dramas oscuros, intelectuales e introspectivos, lo cual está parcialmente justificado porque muchas de sus primeras películas fueron bastante alegres. Aquí está la película más larga que hizo -tres horas- y la versión para cine es solo la mitad del original que fue dos veces más larga. Pero la duración no debe impedir que veas esta joya de película que es, a la vez, compleja y accesible. Después de todo Lo que el viento se llevó es igual de largo."
Crítica de François Chevalier en IMDB 

## Versión española
La versión española del guion fue realizada por...
Los actores originales fueron doblados al español por:
- Ewa Fröling - Emelie / Emilie Ekdahl fue doblada por
- Bertil Guve - Alexander Ekdahl fue doblada por
- Pernilla Allwin - Fanny Ekdahl fue doblada por
- Jan Malmsjö - Obispo Edvard Vergérus fue doblada por
- Gunn Wållgren - Helena Ekdahl, la abuela fue doblada por
- Allan Edwall - Oscar Ekdahl fue doblada por
- Jarl Kulle - Gustav Adolf Ekdahl fue doblada por
- Mona Malm - Alma Ekdahl fue doblada por
- Erland Josephson - Isak Jacobi fue doblada por
- Börje Ahlstedt - Carl Ekdahl fue doblada por
- Christina Schollin - Lydia Ekdahl fue doblada por
- Pernilla August - Maj fue doblada por
- Kerstin Tidelius - Henrietta Vergérus fue doblada por
- Harriet Andersson - Justina fue doblada por
- Marianne Aminoff - Blenda Vergérus fue doblada por
- Stina Ekbladh - Ismael Retzinsky fue doblada por
- Mats Bergman - Aron Retzinsky fue doblada por